# Смілянська ТЕЦ
Смілянська ТЕЦ — теплоелектроцентраль Смілянського електромеханічного заводу, нині є структурним підрозділом товариства з обмеженою відповідальністю «Смілаенергопромтранс».
- 31 березня 1953 року. Прийнято у промислову експлуатацію обладнання ТЕЦ. Запрацювали парові котли ШІХАУ вивезені з післявоєнної Німеччини системи «Бобкок-Вількокс» морського типу з поверхнею нагрівання 400 м², продуктивністю 25 т пари за годину робочим тиском 32 кг/см² і температурою 425 °C, турбогенератори фірми АЕГ (Німеччина) № 1, 2 потужністю 1,6 МВт і № 3 — 2,2 МВт.
- 1972 рік — споруджено приміщення хімічного очищення води, приготування вапняного розчину і зберігання солі, почалося будівництво мазутового господарства. Через рік один з котлів «Бобкок-Вількокс» був демонтований і замінений більш економним водонагрівальним котлом КВГМ-20. Для забезпечення споживачів теплом реконструювали мережеву насосну, де замість застарілих насосів встановили нові, потужніші, а також нові бойлери.
- 1975 рік — добудовано приміщення котельні і встановлено два котли ДКВР-10-39-44
- 1994-1995 роки. Прийнято рішення перевести котли на опалення природним газом.
- 2009-2013 роки — реконструкція ТЕЦ з переходом на використання біомаси як палива. Метою цього проєкту є виробництво енергії на ТЕЦ з нейтральним рівнем емісії вуглецю з допомогою утилізації деревної тріски замість спалювання природного газу. Згідно з технічним проєктом, частина пари високого тиску подається на два турбогенератори, потужністю 6 МВт кожен, інша частина у вигляді теплової енергії та гарячої води подається через систему централізованого теплопостачання комунальному сектору, соціальним і промисловим підприємствам міста Сміла. Електроенергія, отримана за проєктом, постачається в державну електроенергетичну систему. Ця енергія замінить електроенергію, що генерується в державній енергетичній системі за рахунок спалювання викопного палива. Реконструкція на поновлювальні джерела, істотно знизила викиди ПГ в атмосферу.